# Pochajská zátoka
Pochajská zátoka (čínsky 渤海湾, pchin-jinem Bóhǎi Wān) je nejzápadnější ze tří velkých zátok Pochajského zálivu, který leží v severovýchodní Číně a je součástí Žlutého moře. Pochajská zátoka hraničí s provincií Che-pej a městem Tchien-ťin v Čínské lidové republice.
V zátoce se nachází několik ropných polí.